# Coria
Coria è un comune spagnolo di 12 947 abitanti situato nella comunità autonoma dell'Estremadura in provincia di Cáceres.
È situata sul fiume Alagón al centro di una ricca zona agricola, antichissima sede episcopale, scelta da papa Silvestro I nel 338, conserva ancora oggi questo privilegio, dividendolo con Cáceres.

## Storia
I giacimenti archeologici della zona permettono di affermare che la presenza umana risale al Neolitico e che il primo insediamento fisso risulta essere un villaggio di circa 5000 anni fa, detto Caura che dovrebbe essere localizzato nel posto dove si trova oggi la Cattedrale di Coria.
Nel 700 a.C. la popolazione celtica dei Vetoni risiede a Caura che ha fortificato per tre lati con mura e nella parte nord con un fossato. I Romani conquistano la città distruggendola e il mitico capo lusitano Viriato che difende la città e resta ucciso, secondo la leggenda è sepolto sotto le sue rovine. I Romani ricostruiscono la città, la chiamano Cauria Verona e rifanno, rinforzandole, le mura nel corso dei secoli III-IV. Con le invasioni barbariche i Romani sono costretti a lasciarla e Coria passa sotto il dominio degli Svevi come dimostra un documento del concilio di Toledo del 589 in cui Leovigildo, il conquistatore di Coria, sottoscrive un atto di conversione al Cattolicesimo. Con l'invasione araba della penisola sorge a Coria il primo nucleo mozarabo di Spagna. (I Mozarabi sono i Cristiani residenti in territorio arabo). Sotto gli Arabi viene nuovamente cambiato il nome alla città che assume quello di Qurija. Nel IX secolo Qurija è la capitale del califfato indipendente del re Zeth-Ibn- Casin. Nell'861 Ordoño I delle Asturie inizia la riconquista e negli anni successivi la città passa più volte di mano dai Cristiani agli Arabi e viceversa, finché Alfonso VII di León la conquista definitivamente e la integra nel regno di Leon. Dopo di allora non vi è più una storia specifica di Coria che segue le vicende del Leon, della Castiglia e poi della Spagna.

## Monumenti e feste

### Monumenti
I monumenti di rilievo della città sono la Cattedrale e la Cinta muraria.
- La Catedral de Santa María de la Asunción è un alto edificio gotico con aggiunte cinquecentesche, iniziato nel 1108 e terminato nel XIV secolo, ha una torre in stile gotico fiorito del secolo XVI e un bel chiostro gotico del XIV secolo.
- La Cinta muraria romana è costruita con blocchi squadrati di granito, ha pianta esagonale con quattro porte affiancate da torrette a pianta semicircolare ed altre torrette. All'interno delle mura c'è il Castello pentagonale costruito nel XV secolo coronato da torrette.

### Feste
Come in tutti i centri spagnoli, anche a Coria ci sono feste e il calendario non vede quasi mai passare un mese senza che ve ne sia una.
- gennaio
  - Festa di San Sebastian

- febbraio
  - Carnevale
  - Settimana Santa

- maggio
  - Romeria della Virgen Argenne

- giugno
  - Festa del Corpus Domini
  - Los Sanjuanes, la più importante dichiarata di interesse turistico regionale, le cui origini risalgono ai Vetoni che consideravano il toro un animale sacro. La festa è interamente dedicata al tema taurino e si volgono corride nella Plaza Mayor costruita nel secolo XVI appositamente per questo scopo.

Nei mesi successivi si svolgono altre feste di minor rilievo.

## Specialità alimentari
A Coria e negli altri centri agricoli dell'Estremadura si producono numerose specialità alimentari tutelate dal marchio DOP
- Dehera de Estremadura, prosciutto prodotto con carne di una razza speciale di maiali allevati solo in Estremadura
- Queso de Serena formaggio pecorino
- Queso Ibores formaggio caprino
- Torta del Casar, altro tipo di formaggio particolare

Vi sono poi anche diversi oli vergini d'oliva e molti altri prodotti per i quali si svolgono veri e propri concorsi a premi per quelli giudicati migliori da giurie di assaggiatori.